# Bebearia cocalia
Bebearia cocalia är en fjärilsart som beskrevs av Fabricius 1793. Bebearia cocalia ingår i släktet Bebearia och familjen praktfjärilar. Inga underarter finns listade i Catalogue of Life.

## Bildgalleri

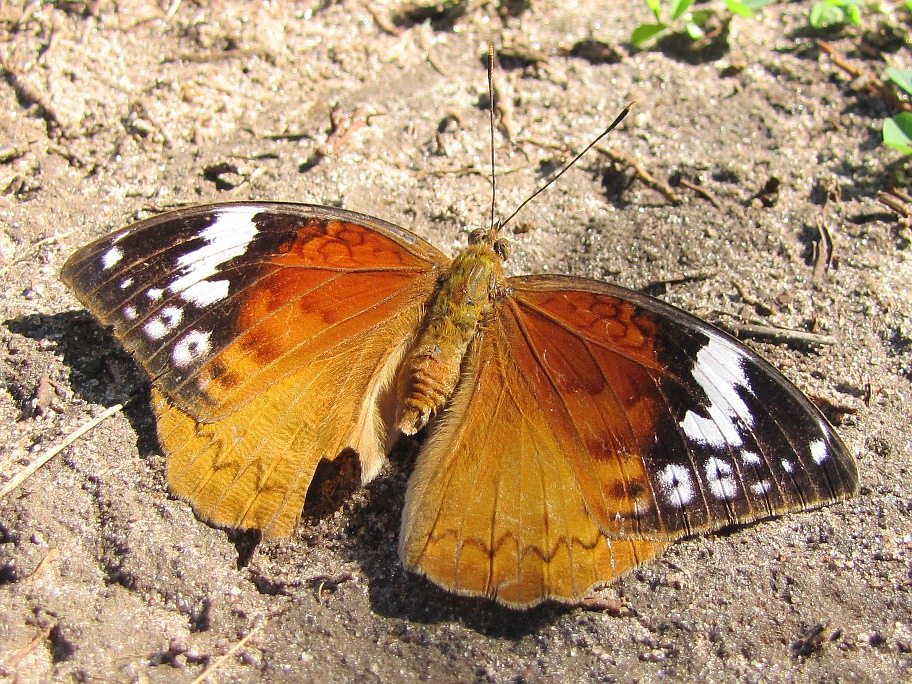
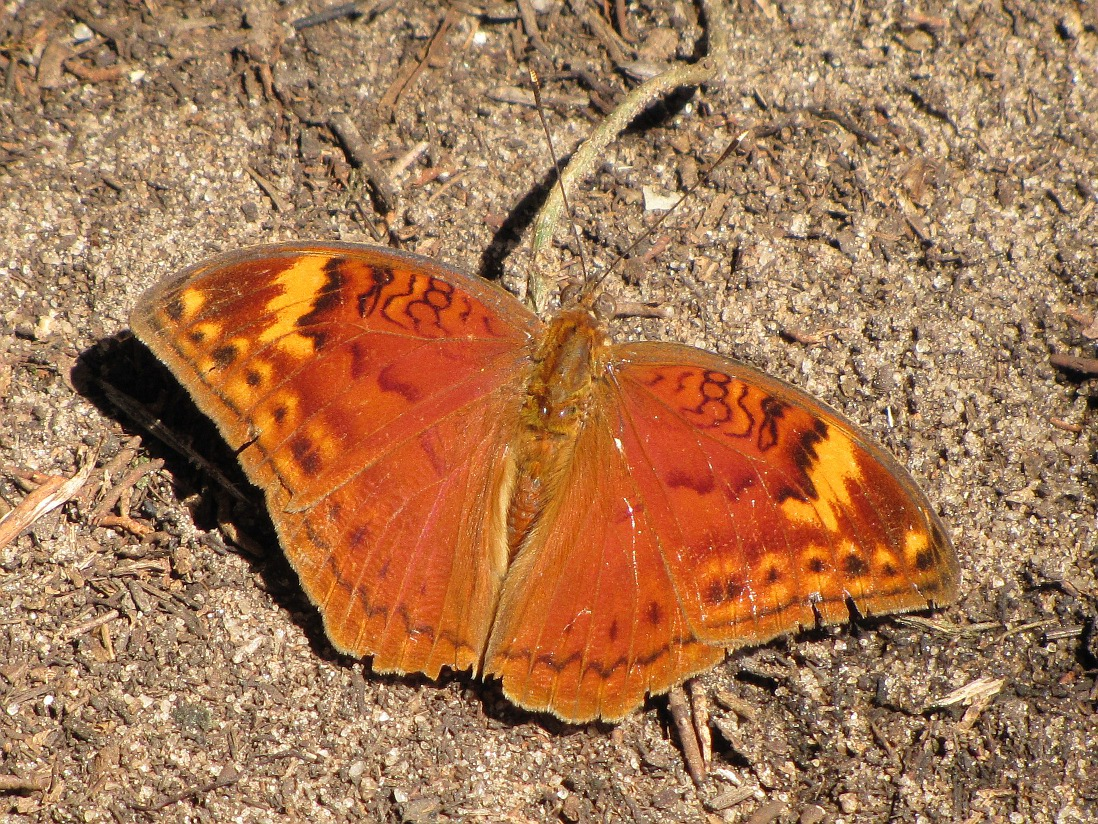